# 久我通兄
久我 通兄（こが みちえ）は、江戸時代中期の公卿。右大臣・久我惟通の子。官位は従一位・右大臣。号は含華光院。

## 経歴
享保3年（1718年）叙爵して以降清華家当主として速いスピードで昇進し、侍従・左近衛中将を経て、享保9年（1724年）には従三位となり公卿に列する。権中納言を経て、享保16年（1731年）権大納言、享保17年（1732年）踏歌節会外弁となる。寛保元年（1741年）武家伝奏に就任。延享4年（1747年）、桜町院の院執事に補任される。寛延3年（1750年）に武家伝奏を辞職し、右近衛大将・右馬寮御監に転じた。さらに同年のうちに内大臣に任じられている。宝暦4年（1754年）には従一位となり、さらに右大臣へと進む。しかし翌年には辞職した。子・敏通と共に徳大寺家お抱えの学者竹内敬持に入門し垂加神道や尊王論を学んだ。

## 系譜
- 父：久我惟通[1]
- 母：細川綱利の養女 - 細川利重の娘
- 妻：八十 - 松平頼豊の娘
- 妻：家女房
  - 男子：久我敏通（1735-1756）
  - 男子：中院通維（1740-1823）
  - 女子：細川重賢正室
  - 女子：千種有政室
  - 女子：酒井忠貫継室